# Anzano del Parco

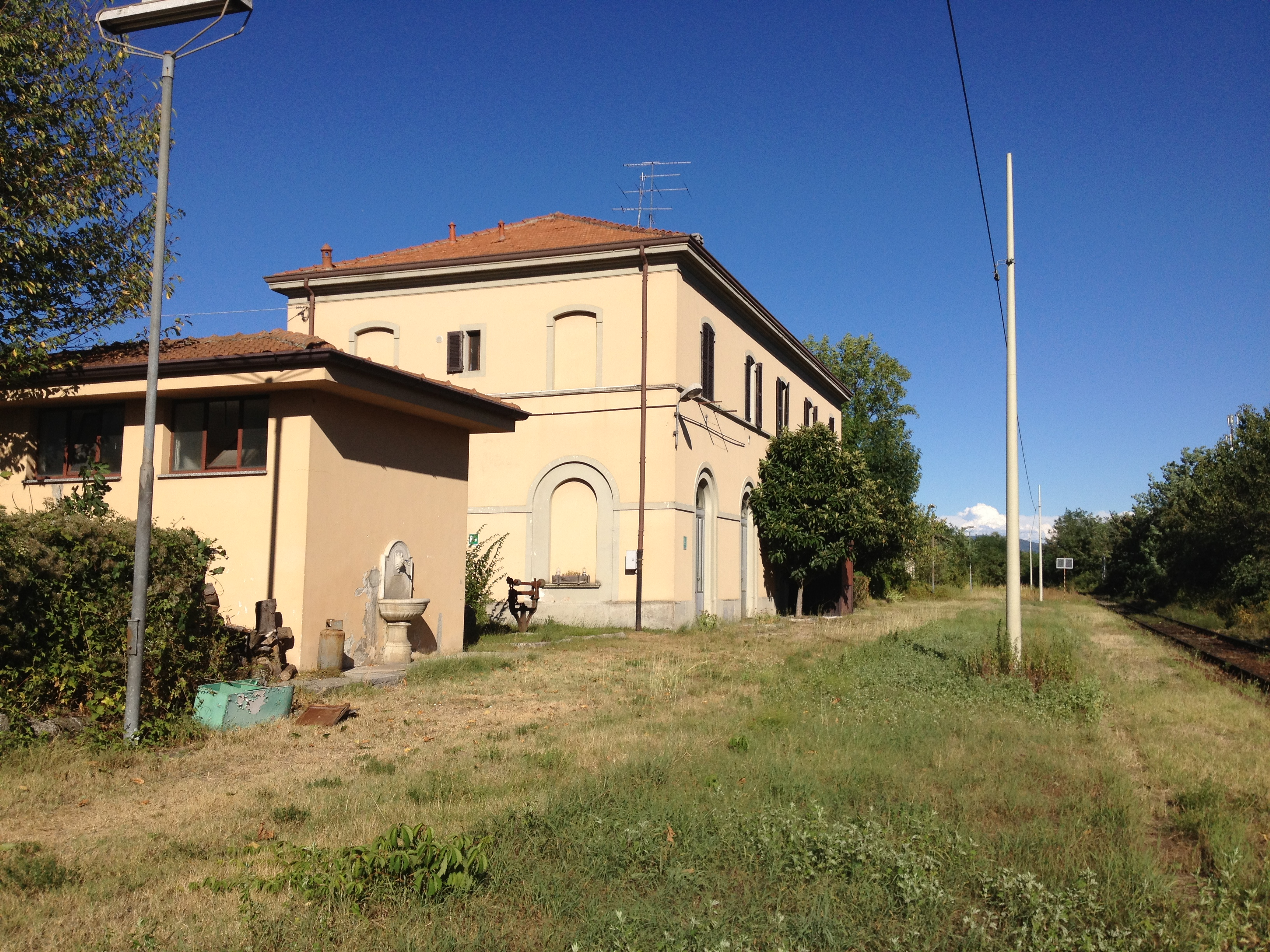
Anzano del Parco

Anzano del Parco là một đô thị ở tỉnh Como trong vùng Lombardia, có cự ly khoảng 35 km về phía bắc của Milano và khoảng 11 km về phía đông nam của Como. Tại thời điểm ngày 31 tháng 12 năm 2004, đô thị này có dân số 1.671 người và diện tích là 3,3 km².
Anzano del Parco giáp các đô thị: Alserio, Alzate Brianza, Lurago d'Erba, Monguzzo, Orsenigo.